# Großglockner
Großglockner, Grossglockner ([ˈɡʀoːsˌɡlɔknɐ]ⓘ) – najwyższy szczyt Austrii o wysokości 3798 m n.p.m. Znajduje się w Glocknergruppe, podgrupie górskiej Wysokich Taurów, części Alp Centralnych. Drugi co do wybitności szczyt Alp (MDW: 2423 metry). Wznosi się ponad lodowcem Pasterze, do którego prowadzi droga samochodowa (w zimie zamknięta) – odgałęzienie przebiegającej obok drogi glocknerskiej (niem. Bruck Heiligenblut). Stopień trudności najłatwiejszej drogi na szczyt określany jest na PD+ (PD = fr. peu difficile – nieco trudno). Wierzchołek główny pierwszy raz zdobyty został 28 lipca 1800 roku.
Na charakterystyczny kształt szczytu (przypomina on piramidę) składają się dwa wierzchołki – Großglockner oraz Kleinglockner. Rozdziela je mała, wąska przełęcz nazywana Glocknerscharte.
Na szczycie znajduje się krzyż o masie 350 kg, zwany cesarskim (Kaiserkreuz). Ustawiony został w 25. rocznicę ślubu Franciszka Józefa I z Elżbietą Wittelsbach (Sissi). Krzyż wniesiony został na szczyt w częściach i tam zmontowany. W 2000 r. poddano go renowacji.
Pierwsze polskie wejście na szczyt: Ludwik Chałubiński z przewodnikami w 1884 lub 1885 roku.
Großglockner należy do Korony Europy.